# Abraham B. Venable

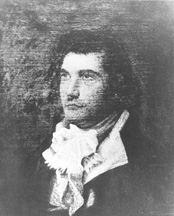
Abraham B. Venable

Abraham Bedford Venable (* 20. November 1758 im Prince Edward County, Colony of Virginia; † 26. Dezember 1811 in Richmond, Virginia) war ein US-amerikanischer Politiker, der den Bundesstaat Virginia in beiden Kammern des Kongresses vertrat.
Abraham Venable kam auf der Farm „State Hill“ auf dem Gebiet der heutigen Stadt Worsham zur Welt. Er besuchte zunächst das Hampden-Sydney College und machte 1780 seinen Abschluss am College of New Jersey, der späteren Princeton University. In der Folge war er als Pflanzer tätig und studierte die Rechtswissenschaften, woraufhin er 1774 in die Anwaltskammer aufgenommen wurde und im Prince Edward County als Jurist zu praktizieren begann.
Am 4. März 1791 zog Abraham Venable als Abgeordneter des sechsten Kongresswahlbezirks von Virginia ins Repräsentantenhaus der Vereinigten Staaten ein, wo er der regierungskritischen Anti-Administration-Fraktion angehörte und bis zum 3. März 1799 verblieb. Am 7. Dezember 1803 kehrte er für die Demokratisch-Republikanische Partei in den Kongress zurück: Im Senat nahm er den Platz des verstorbenen Stevens Thomson Mason ein; der zum kommissarischen Nachfolger ernannte John Taylor war nicht zur Nachwahl angetreten. Venable legte sein Mandat bereits am 7. Juni 1804 wieder nieder, um Präsident der Bank of Virginia zu werden.
Abraham Venable kam am 26. Dezember 1811 beim Brand eines Theaters in Richmond ums Leben. Zu den Opfern gehörte auch Virginias Gouverneur George William Smith. Sein Neffe Abraham Watkins Venable wurde später auch Politiker und saß für North Carolina im US-Repräsentantenhaus sowie im Konföderiertenkongress.